# 2014 en musique classique
| \| • Retour à la chronologie générale de la musique classique • \| |
| Grèce • Rome • Haut Moyen Âge • VIIIe siècle • IXe siècle • Xe siècle • XIe siècle XIIe siècle • XIIIe siècle • XIVe siècle • XVe siècle • XVIe siècle • XVIIe siècle XVIIIe siècle • XIXe siècle • XXe siècle • XXIe siècle |
| • Retour à la chronologie générale de la musique classique • |

| Années en musique classique : 2011 - 2012 - 2013 - 2014 - 2015 - 2016 - 2017    |
| Décennies en musique classique : 1980 - 1990 - 2000 - 2010 - 2020 - 2030 - 2040 |

## Événements

### Créations
- 28 janvier : Brokeback Mountain, opéra de Charles Wuorinen sur un livret d'Annie Proulx, créé au Teatro Real de Madrid, sous la direction de Titus Engel et dans une mise en scène de Ivo van Hove.
- 4 mars : Sternchenlied de Bruno Giner pour 2 cristals et voix, Ensemble Hope, Genève
- 30 mars : Au monde, opéra de Philippe Boesmans créé à La Monnaie de Bruxelles.
- 12 avril : la Symphonie no 4 d'Henryk Górecki est créée au Royal Festival Hall de Londres.
- 25 avril : La Lettre des sables, opéra de Christian Lauba sur un livret de Daniel Mesguich, créé à Bordeaux.
- 20 juin : Become Ocean, composition orchestrale de John Luther Adams, commandée et créée par l'Orchestre symphonique de Seattle ;
- 29 juin : Der goldene Drache, opéra de Péter Eötvös, à Francfort ;
- 28 juillet : Charlotte Salomon, opéra de Marc-André Dalbavie, est créé au Festival de Salzbourg.
- 14 septembre : Alep, œuvre pour piano de Michèle Reverdy, créée à l'Orangerie du Parc de Bagatelle.
- 10 octobre : The Trial, opéra de Philip Glass, tiré du roman de Franz Kafka, créé à Londres à la Royal Opera House (Linbury Studio Theatre) sous la direction de Michael Rafferty.
- 5 novembre : Le Petit Prince, opéra de Michaël Levinas créé à l'Opéra de Lausanne sous la direction d'Arie van Beek.

### Autres
- 1er janvier : concert du nouvel an de l'orchestre philharmonique de Vienne au Musikverein, dirigé par Daniel Barenboim.
- Septembre : la partition originale de la Sonate pour piano no 11 de Mozart est retrouvée à la Bibliothèque nationale Széchényi de Budapest.

## Prix
- Sumi Hwang obtient le premier prix de chant au Concours musical international Reine Élisabeth de Belgique.
- Arvo Pärt reçoit le Praemium Imperiale en section musique.
- Aylen Pritchin obtient le premier prix de violon au concours Long-Thibaud-Crespin.
- Ji-Yeong Mun, pianiste coréenne, obtient le premier prix de piano au Concours international d'exécution musicale de Genève.
- Éric Tanguy reçoit le Grand Prix Lycéen des Compositeurs.
- Bruno Giner reçoit le prix Paul-Louis Weiller décerné par l'Académie des Beaux-Arts
- John Luther Adams reçoit le prix Pulitzer de musique pour Become Ocean.
- Simon Halsey reçoit la Queen's Medal for Music.
- L'Orchestre philharmonique de Vienne reçoit le Prix musical Herbert von Karajan et le Prix Birgit Nilsson.
- Martin Fröst reçoit le Léonie Sonning Music Award.
- Đuro Živković reçoit le Grawemeyer Award pour Le Cimetière Marin.
- Peter Gülke reçoit le prix Ernst von Siemens.
- Peter Sellars reçoit le Prix Polar Music.
- Éric Tanguy est lauréat du grand prix lycéen des compositeurs.

## Décès
- 1er janvier : Milan Horvat, chef d'orchestre croate (° 28 juillet 1919).

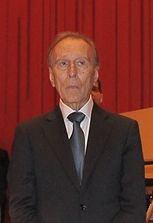
Claudio Abbado

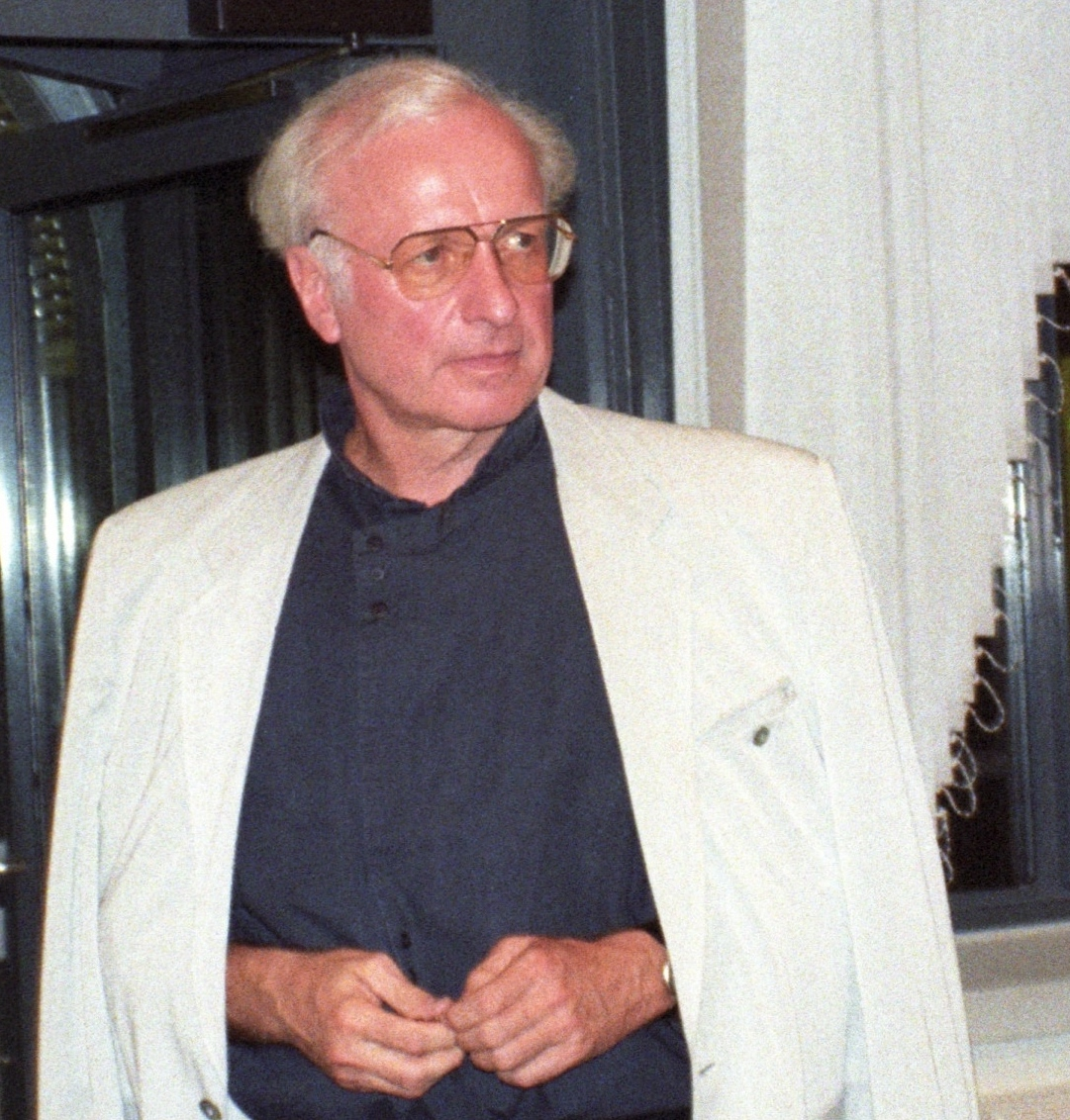
Gerd Albrecht

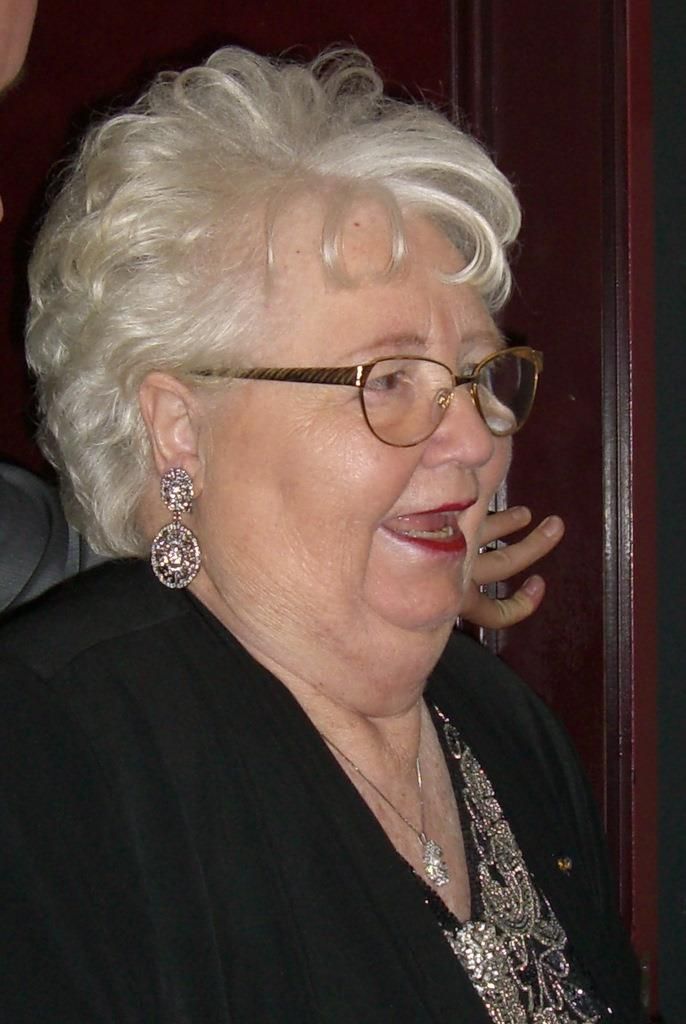
Cristina Deutekom

- 4 janvier : Eva Ganizate, soprano française (° 4 janvier 1986).
- 10 janvier : Madeleine Malraux, pianiste française (° 7 avril 1914).
- 19 janvier : Gérard Frémy, pianiste français (° 12 mars 1935).
- 20 janvier : Claudio Abbado, chef d'orchestre italien (° 26 juin 1933).
- 2 février : Gerd Albrecht, chef d'orchestre allemand (° 19 juillet 1935).
- 14 février : Martha Goldstein, claveciniste et pianiste américaine (° 10 juin 1919).
- 23 février : Alice Sommer Herz, pianiste et professeur de musique tchèque (° 26 novembre 1903).
- 24 février : André Charlet, chef de chœur suisse (° 13 mars 1927).
- 28 février : Karl Anton Rickenbacher, chef d'orchestre suisse (° 20 mai 1940).
- 2 mars : Rosa Guraieb compositrice et pianiste mexicaine (° 20 mai 1931)
- 3 mars : Robert Ashley, compositeur américain (° 28 mars 1930).
- 4 mars : Renato Cioni, ténor italien (° 15 avril 1929).
- 6 mars : Marion Stein, pianiste de concert britannique (° 18 octobre 1926).
- 9 mars : Gerard Mortier, directeur d'opéra belge (° 25 novembre 1943).
- 21 mars : André Lavagne, compositeur français (° 12 juillet 1913).
- 31 mars : Serge Gut, musicologue français d'origine suisse (° 25 juin 1927).
- 6 avril : Jacques Castérède, compositeur français (° 10 avril 1926).
- 7 avril : John Shirley-Quirk, baryton-basse britannique (° 28 août 1931).
- 18 avril : Brian Priestman, chef d'orchestre britannique (° 10 février 1927).
- 2 mai : Maurice Moerlen, organiste français (° 9 novembre 1927).
- 7 mai : Claude Lavoie, organiste et pédagogue québécois (° 19 juillet 1918).
- 16 mai : Nicola Ghiuselev, basse bulgare (° 17 août 1936).
- 19 mai : Franz-Paul Decker, chef d'orchestre allemand (° 22 juin 1923).
- 26 mai : Francesco d'Avalos, compositeur et chef d’orchestre italien (° 11 avril 1930).
- 2 juin : Maciej Łukaszczyk, pianiste et répétiteur polonais (° 11 mars 1934).
- 9 juin : Gerd Zacher, organiste allemand (° 6 juillet 1929).
- 11 juin : Rafael Frühbeck de Burgos, chef d'orchestre espagnol (° 15 septembre 1933).
- 13 juin : Berislav Klobučar, chef d’orchestre croate (° 28 août 1924).
- 26 juin : Julius Rudel, chef d'orchestre américain (° 6 mars 1921).
- 13 juillet : Lorin Maazel, chef d'orchestre, compositeur et violoniste américain (° 6 mars 1930).
- 25 juillet : Carlo Bergonzi, ténor italien (° 13 juillet 1924).
- 7 août : Cristina Deutekom, soprano coloratura néerlandaise (° 28 août 1931).
- 13 août : Frans Brüggen, chef d'orchestre et flûtiste néerlandais (° 30 octobre 1934).
- 15 août : 
  - Licia Albanese, soprano italo-américaine (° 22 juillet 1909).
  - Jan Ekier, musicien polonais (° 29 août 1913).
- 27 août : Gábor Gabos, pianiste hongrois (° 4 janvier 1930).
- 29 août : Marie-Louise Girod, organiste française (° 12 octobre 1915).
- 4 septembre : Włodzimierz Kotoński, compositeur polonais (° 23 août 1925).
- 8 septembre : Magda Olivero, soprano italienne (° 25 mars 1910).
- 9 septembre : Oldřich František Korte, compositeur tchèque (° 26 avril 1926).
- 11 septembre : Antoine Duhamel, compositeur français (° 30 juillet 1925).
- 20 septembre : 
  - Odette Gartenlaub, pianiste, compositrice et pédagogue française (° 13 mars 1922).
  - Alfred Prinz, clarinettiste et compositeur autrichien (° 4 juin 1930).
- 24 septembre : Christopher Hogwood, claveciniste, chef d'orchestre et musicologue britannique (° 10 septembre 1941).
- 4 octobre : Konrad Boehmer, compositeur néerlandais d'origine allemande (° 24 mai 1941).
- 9 octobre : Rita Shane, soprano coloratura  américaine (° 15 août 1936).
- 10 octobre : Curtis O. B. Curtis-Smith, pianiste et compositeur américain (° 1941).
- 11 octobre : Anita Cerquetti, chanteuse d'opéra italienne (° 13 avril 1931).
- 16 octobre : Franzjosef Maier, violoniste et chef d'orchestre allemand (° 27 avril 1925).
- 19 octobre : Stephen Paulus, compositeur américain (° 24 août 1949).
- 22 octobre : Christopher Falzone, pianiste américain (° 1985).
- 31 octobre : Käbi Laretei : pianiste estonienne et suédoise (° 14 juillet 1922).
- 20 novembre : Arthur Butterworth, compositeur, chef d'orchestre et trompettiste anglais (° 4 août 1923).
- 8 décembre : Knut Nystedt, compositeur, organiste et chef de chœur norvégien (° 3 septembre 1915).
- 11 décembre : Hans Wallat, chef d'orchestre allemand (° 18 octobre 1929).
- 13 décembre : Janis Martin, soprano américaine (° 16 août 1939).
- 14 décembre : Irene Dalis, mezzo-soprano américaine (° 8 octobre 1925).
- 23 décembre : Jerzy Semkow, chef d'orchestre polonais (° 12 octobre 1928).
- 27 décembre : Jacques Lonchampt, critique musical français (° 10 août 1925).